# Kabelsketal
Kabelsketal è un comune tedesco di 8 981 abitanti situato nel land della Sassonia-Anhalt.